# Chrysocentris eupepla
Chrysocentris eupepla là một loài bướm đêm thuộc họ Glyphipterigidae. Nó được tìm thấy ở Madagascar.